# Seleção de Turcas e Caicos de Futebol Feminino
A Seleção de Turcas e Caicos de Futebol Feminino representa Turcas e Caicos no futebol feminino internacional.